# ديريك هولت
ديريك هولت (بالإنجليزية: Derek Holt)‏ هو مغني بريطاني، ولد في 26 يناير 1949.